# Newbury Castle
Newbury Castle ist eine Burgruine im Dorf Hamstead Marshall westlich von Newbury in der englischen Grafschaft Berkshire.
Die Burg wurde auf Geheiß von John Marshal während des Bürgerkrieges der Anarchie errichtet. Die Burg ist in L'Histoire de Guillaume le Marechal erwähnt; dort ist beschrieben, wie König Stephan die Burg 1152 belagerte und Marshals Sohn William als Geisel nahm, um die Übergabe der Burg zu erzwingen. Als der Vater sich weigerte, einzulenken, drohte König Stephan damit, den Jungen über die Mauern der Burg katapultieren zu lassen. John Marshal, laut Henry of Huntingdon „dieses Kind der Hölle und Wurzel allen Übels“, antwortete trotzig: „Ich habe den Amboss und den Hammer um noch bessere Söhne zu schmieden!“ König Stephan ließ sich erweichen und der Junge überlebte.
Die Burg taucht im Wappen der Stadt Newbury auf, auch wenn die Burg vermutlich gar nicht dort stand, sondern im 6 km westlich gelegenen Hamstead Marshall. Dort kann man heute noch die Mounds dreier Burgen sehen, was sich mit den damaligen Methoden der Belagerung deckte.